# مارك غريمزلي
مارك غريمزلي (بالإنجليزية: Mark Grimsley)‏ هو مؤرخ أمريكي، ولد في 8 أكتوبر 1959 في أهوسكي في الولايات المتحدة.